# Brock Island
Brock Island är en ö i Kanada.   Den ligger i territoriet Northwest Territories, i den norra delen av landet, 4 000 km nordväst om huvudstaden Ottawa. Arean är 750 kvadratkilometer.
Terrängen på Brock Island är platt. Öns högsta punkt är 81 meter över havet. Den sträcker sig 41,4 kilometer i nord-sydlig riktning, och 36,4 kilometer i öst-västlig riktning.
Trakten runt Brock Island är permanent täckt av is och snö. Trakten runt Brock Island är nära nog obefolkad, med mindre än två invånare per kvadratkilometer.